# طورطية البطاطا

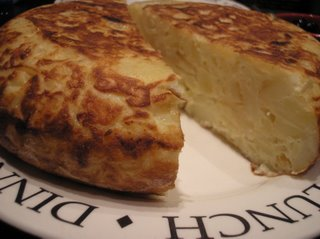
تورتيللا بالبطاطا

تُرتِيَّة البطاطا أو تُرتِلَّة أو البطاطا أو العجة الإسبانية هي أكلة شهيرة من المطبخ الإسباني. هو طبق مكون من العجة مع البطاطس ومقلي في زيت الزيتون. ويعد من أكثر الأطباق شيوعا في إسبانيا، وتقدمه المطاعم فاتحًا للشهية، تقوم البيوت الإسبانية بصنعه ليكون عشاءً خفيف في الغالب. ويتناوله الإسبان عن طريق وضعه بين قطعتين من الخبز أو ما يسمى (Bocodillos /السندوتشات). ويتكون من البطاطس والبصل الأصفر والبيض وزيت الزيتون والملح.
وبحسب الأسطورة وأثناء حصار بلباو، قام الجنرال توماس دي ثومالاكاريجي، قائد في الحرب الكارلية الأولى بعمل التُّرتلَّة بالبطاطا كطبق سهل وسريع ومغذي لتلبية احتياجات الجيش، وعلى الرغم من أنه لا يزال غير معروف ما إذا كان هذا صحيحا أم لا، فإن على ما يبدو أن التُّرتلَّة بدأت بالانتشار خلال الحروب الكارلية في وقت مبكر. وللقائد نفسه حكاية أخرى، وهي أنه أثناء الحرب، نزل بمزرعة فطلب من سيدة هذه المزرعة وجبة، ولم يكن عندها غير القليل من البيض والبطاطس والبصل، فخلطت الثلاث ببعضهم البعض وصنعت منهم أمليت وقدمته للقائد.